# Маккензи, Люси
 Люси Маккензи (Lucy McKenzie, род. 1977, Глазго, Шотландия) — современная шотландская художница.

## Образование
- 1995/99 Duncan of Jordanstone College of Art, Данди

## Творчество
Люси Маккензи изучает влияние визуального языка. В её работах можно найти влияние восточноевропейских росписей, авангардной живописи, образов «холодной войны», промышленных шрифтов, её творчество выглядит эпитафией социальной и политической идеологии. «Ветхие», выцветшие тона работ напоминают о подзабытой истории и идеологическом искусстве XX века.
Маккензи часто затрагивает политические темы. Она реконструирует функции образов, преображая когда-то реальный страх в резонанс эстетики. Знаковые изображения, которые уже рассеиваются в коллективном сознании, на картинах Маккензи кажутся сверхъестественно знакомыми. Спортивные герои, олимпийские плакаты, листовки поп-групп 1980-х становятся обобщенными образами популярной культуры. Это отражение славы дней, когда культура была политическим оружием, живопись — марксистской догмой, песни синти-поп групп — гимном для целого поколения. Эта бледная, в приглушенных тонах, ностальгия по черно-белым убеждениям выглядит ещё более зловещей, чем в учебниках истории. Стилистически, живопись Маккензи колеблется от гиперреализма до абстракции. Часто можно обнаружить ссылки на конкретные движения и их геополитические предпосылки.
Люси Маккензи также известна совместными проектами, она часто готовит выставки в сотрудничестве с другими художниками. Для своего дебюта в Музее современного искусства в Нью-Йорке в 2008 Макензи подготовила проект вместе с иллюстратором Bernie Reid и дизайнером текстиля и модельером Beca Lipscombe. Выставка занимала две комнаты и была посвящена изучению дизайна публичного и социального пространств. Совместно художники создали имитацию интерьера компании «Ателье». Две большие шелкографии на стенах были осквернены красными граффити, добавляющими новые уровни смысла. Светловолосому человеку в синем свитере была дорисована пара очков, большие зубы и груди, а к изображению рабочего добавлен пенис и надпись «М-м-м!». Концепция авторства стала объектом игры: вопрос, кто играет ключевую роль в формировании смысла — художник, создавший работу, или вандал.
Для выставки в Музее Людвига в 2009 Люси Маккензи также выбрала тему исторического интерьера. Её большие холсты, расставленные на выставочной площади как декорация, напоминают стилистически декор интерьеров девятнадцатого века. Произведение находится где-то между прикладным и изобразительным искусством, между рисунком и живописью, проектом и изображением интерьера в натуральную величину. Маккензи демонстрирует логическую последовательность в изучении истории искусства и его социальной значимости, затрагивает вопросы, которые были особенно актуальны для движения искусств и ремесел в девятнадцатом и начале двадцатого столетия.

## Персональные выставки
| - 2009 Музей Людвига, Кёльн - 2008 Projects 88: Люси Маккензи, Музей современного искусства (MoMA), Нью-Йорк - 2007 Новые работы: Люси Маккензи, Музей современного искусства Сан Франциско (SFMOMA), Сан-Франциско - 2007 Ten Years of Robotic Mayhem (including Sublet), Arnolfini, Бристоль - 2007 The Gallery at Norwich University, Норвич | - 2006 Ten Years of Robotic Mayhem, Talbot Rice Gallery, Университет Эдинбурга, Старый Колледж, Эдинбург - 2005 Metro Pictures, Нью-Йорк - 2004 Deathwatch, Van Abbemuseum, Эйндховен - 2004 Cabinet, Лондон - 2004 Galerie Daniel Buchholz, Кёльн - 2004 ICA, Бостон - 2004 Talbot Rice, Эйндховен - 2003 Kolo Galerie, Гданьск - 2003 Brian Eno, NAK Aachen, Германия | - 2002 Foundation Foksal, Варшава - 2001 Tate Britain, Лондон - 2001 If It Moves, Kiss It, Galerie Christain Nagel, Берлин - 2001 Global Joy, Galerie Daniel Buchholz, Кёльн - 2000 Festival Malarstwa Sciennego, Kliniczna, Гданьск - 2000 Heavy Duty, Inverleith House, Королевские ботанические сады, Эдинбург - 2000 Decemberism, Cabinet Gallery, Лондон - 2000 Request Concert, Nomaden Oase, Гамбург |

## Публичные коллекции
- Centro Cultural Andratx, Андрайч
- Галерея Саатчи, Лондон
- ICA Boston, Бостон